# Размена (Вилем де Кунинг)
Размена је апстрактна експресионистичка уљана слика на платну холандско-америчког сликара Вилема де Кунинга (1904–1997). Попут Џексона Полока, и де Кунинг је био један од раних уметника покрета апстрактног експресионизма, првог америчког покрета модерне уметности. Димензије слике су 200,7 x 175,3 цм и завршена је 1955. Означила је прелазак тема де Кунингових слика са жена на апстрактне урбане пејзаже. Она одражава прелаз у де Кунинговој сликарској техници услед утицаја уметника Франца Клајна, који је инспирисао де Кунинга да слика брзо направљеним гестуалним отисцима за разлику од насилних потеза четкицом. У средишту слике је месната ружичаста маса која представља жену која седи.
Уметник је продао слику 1955. за 4.000 долара, а Фондација Давид Гефен га је продала Кенету К. Грифину за 300 милиона долара у септембру 2015. године, сврставајући је на прво место листе најскупљих слика. Посуђена је Чикашком уметничком институту. Сада је на другом месту листе најскупљих слика, коју је надмашио само Салватор Мунди Леонарда да Винчија, који је у новембру 2017. продат за 450,3 милиона долара.

## Позадина
Размена је завршена 1955. де Кунинг је концентрисао већи део раних делова педесетих година прерађујући апстрактна проучавања женске фигуре које је започео 1948. године. То је било повезано са његовом самосталном изложбом 1953. године која се звала Слике на тему жене која је те године отворена у Њујорку. Неки од наслова ових дела били су повезани са разним стањима Жене I, Жена III и Жена, као и Две жене које стоје. До 1955. године, Де Кунинг се одвојио од сликања људског облика и наставио са апстрактним приказивањем архитектуре и заједница своје околине у Њујорку. Неке од де Кунингових уљаних слика из 1955. године, истакнуте у то време, биле су Полицијске новине, Састав, Gotham News, Субота увече и Ускршњи понедељак .

### Назив слике
Де Кунингове преференце за одабир имена за његове уљане слике изгледа да одговарају референцама на суседство у којем је он тада живео у Њујорку, на пример Interchange (Размена).

## Историја власништва
Де Кунинг је слику продао у галерији убрзо након што је довршена за 4.000 долара архитекти Едгару Кауфману млађем, чији је отац Едгар Ј. Кауфман поседовао Кауфманову робну кућу у Питсбургу. Кауфманова оставштина продала је слику, заједно са осталим деловима његове уметничке колекције, у Сотбису у Њујорку у новембру 1989. године, током јапанског економског балона цена имовине, јапанском продавцу уметничких дела Шигеки Камејами, власнику галерије у Токију, за 20,7 милиона долара, постављајући тада рекордну цену за живог уметника. Продаја се догодила 3 месеца након што је судија прогласио де Кунинга ментално некомпетентним због Алцхајмерове болести.
Слика је продата неколико година касније Давиду Гефену, са губитком, због пуцања јапанског балона цена имовине и ране рецесије 1990-их.
У септембру 2015. године, Гефен је продао Размену за 300 милиона долара менаџеру хеџ фонда и милијардеру Кенету К. Грифину. Грифин је платио 500 милиона долара за два уметничка дела, укључујући 200 милиона за Број 17А Џексона Полока.